# Tranvía de Sintra
El tranvía de Sintra es un ferrocarril turístico de temporada de vía estrecha (1000 mm) y de tracción eléctrica que une la ciudad de Sintra con la costa en Praia das Maçãs, atravesando la freguesia de Colares, Portugal, con una distancia de algo menos de 13 km, y ocho paradas. Lo explota el ayuntamiento de Sintra, ofreciendo su servicio durante la temporada de baño.

## Historia

### Planificación y Expansión (1886-1953)
Tras varios intentos infructuosos entre 1886 y 1898, en noviembre de 1898 el Ayuntamiento de Sintra concedió a Nunes de Carvalho y Emídio Pinheiro Borges por 99 años la construcción y operación de un enlace tranviario entre Sintra y Praia das Macas. La Companhia do Caminho de Ferro de Cintra à Praia das Maçãs se creó en julio de 1900 y en 1904 cambió su nombre por el de Companhia Cintra ao Oceano. Quebraría y sería reemplazada en 1914 por la Companhia Sintra-Atlântico, dirigida por Camilo Farinhas hasta 1946
A finales de 1901, la empresa solicitó permiso para realizar un cambio en la ruta prevista, cuando ya habían comenzado los trabajos con el objetivo de abrir la línea hasta Colares en el verano de 1902. Se inició la construcción línea en el área de Estefânia en agosto de 1902 y el material rodante se encargó a la empresa estadounidense JG Brill. A pesar de que en origen la línea estaba pensada para tracción de vapor, la flota inicial se compuso de siete coches eléctricos, completados con seis remolques. La inauguración de la primera sección (Sintra (Vila Velha) - Colares, de 8900 m) se produjo en 31 de marzo de 1904 , seguida el 10 de julio de ese año por el siguiente tramo ( Colares - Praia das Maçãs, de 3785 m) . Más tarde, el 31 de enero de 1930, inauguró la ampliación del de Praia das Maçãs - Azenhas do Mar (1915 m).

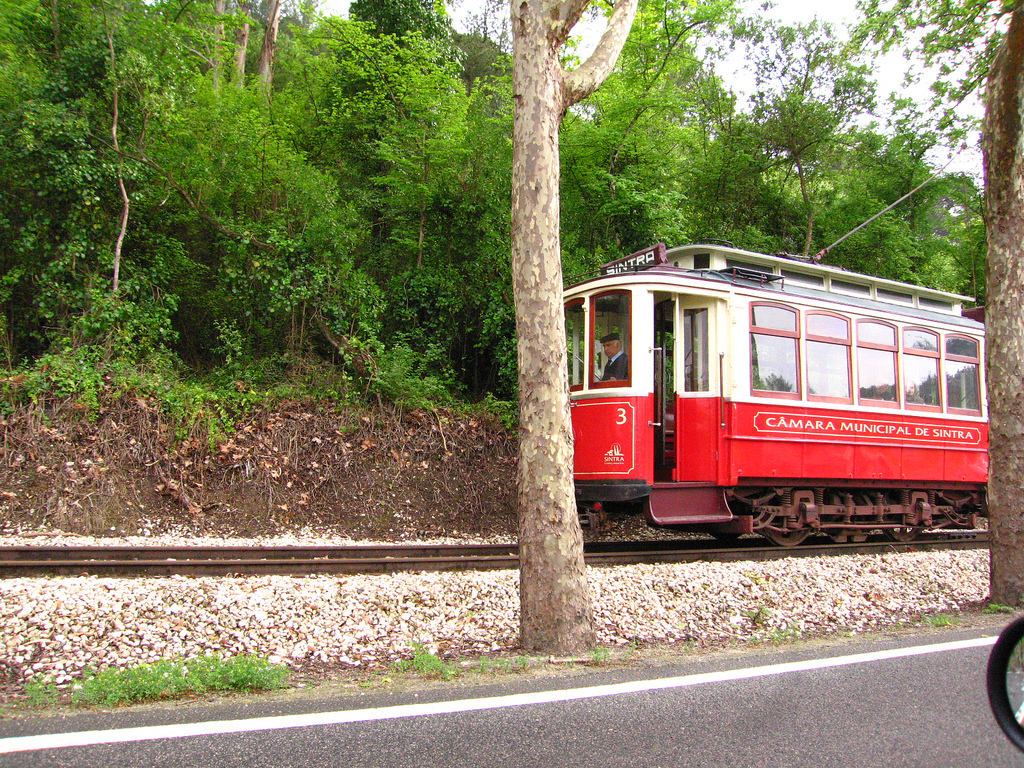

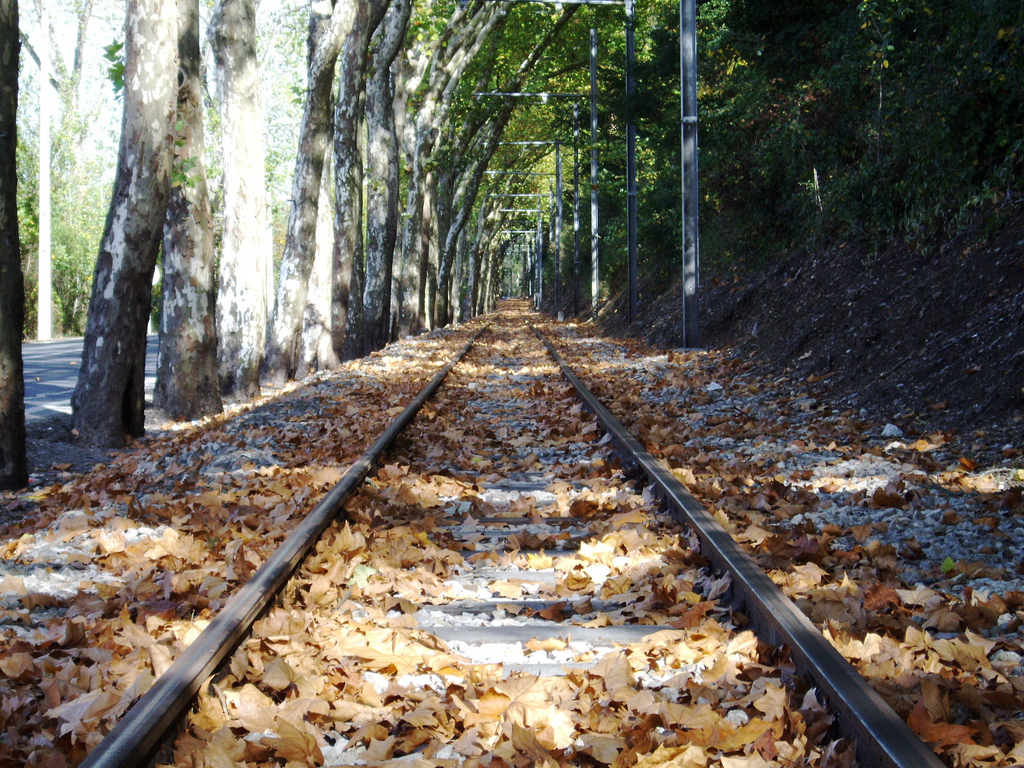

### Decadencia y cierre (1953-1975)
A partir de 1953 el servicio se estacionaliza en verano. En 1955 se clausura la sección de Praia das Maçãs-Azenhas do Mar y en 1958 la sección de Sintra (Vila Velha) - Sintra (Estaçao), debido a las obras de ampliación de la calle por la que circulaba.
En este tiempo se producen de forma simultánea una gran afluencia de pasajeros junto a diversas presiones en favor del tráfico de vehículos automóviles (tanto individuales como colectivos), fruto sin duda de una mayor práctica del baño en la región por el desarrollo económico, social y demográfica.

### Renacimiento (> 1980)
El 15 de mayo de 1980, se reinició oficialmente en la circulación de la sección de Banzão-Praia das Maçãs. En 1996 comenzó la recuperación del tramo Ribeira de Sintra - Praia das Maçãs, inaugurado el 30 de octubre de 1997. El 4 de junio de 2004 (cien años después de su inauguración) se vuelve a poner en circulación la sección de Ribeira de Sintra - Sintra (Estefânia)

## Flota
El tranvía de Sintra cuenta con 9 unidades; 6 motorizadas y 3 remolques. Cinco cerradas (con ventanas, y acceso a los asientos por la parte central) y cuatro abiertos (bancos corridos y de acceso lateral). 

## Recorrido
| Período→ ↓Tramo      | 1904 | 1904 | 1930 1953 | 1953 1958 | 1958 1974 | 1974 1980 | 1958 1974 | 1980 1997 | 1997 2004 | 2004 … |
| Período→ ↓Tramo      | mar. | jul. | 1930 1953 | 1953 1958 | 1958 1974 | 1974 1980 | 1958 1974 | 1980 1997 | 1997 2004 | 2004 … |
| -------------------- | ---- | ---- | --------- | --------- | --------- | --------- | --------- | --------- | --------- | ------ |
| Vila Velha - estação | ●    | ●    | ●         | ☀         | ☀         | —         | —         | —         | —         | —      |
| estação - Estefânia  | ●    | ●    | ●         | ☀         | ☀         | ☀         | —         | —         | —         | —      |
| Estefânia - Ribeira  | ●    | ●    | ●         | ☀         | ☀         | ☀         | —         | —         | —         | ☼      |
| Ribeira - Colares    | ●    | ●    | ●         | ☀         | ☀         | ☀         | —         | —         | ☼         | ☼      |
| Colares - Banzão     | —    | ●    | ●         | ☀         | ☀         | ☀         | —         | ☼         | ☼         | ☼      |
| Banzão - P. Maçãs    | —    | ●    | ●         | ☀         | ☀         | ☀         | —         | ☼         | ☼         | ☼      |
| P. Maçãs - Az. Mar   | —    | —    | ●         | ☀         | —         | —         | —         | —         | —         | —      |